# Pável Jarin
Pável Petróvich Jarin –en ruso, Павел Петрович Харин– (San Petersburgo, URSS, 12 de noviembre de 1927-6 de marzo de 2023) fue un deportista soviético que compitió en piragüismo en la modalidad de aguas tranquilas.
Participó en dos Juegos Olímpicos de Verano, en los años 1952 y 1956, obteniendo dos medallas en Melbourne 1956, oro en C2 10 000 m y plata en C2 1000 m.
Por su carrera deportiva recibió la distinción de «Honorable Maestro de Deportes de la URSS» y la Orden de la Insignia de Honor. Además, por su participación en la Segunda Guerra Mundial fue galardonado con la Orden de la Guerra Patria, la Medalla por la Defensa de Leningrado y la Medalla por la Victoria sobre Alemania.

## Palmarés internacional
| Juegos Olímpicos | Juegos Olímpicos      | Juegos Olímpicos | Juegos Olímpicos |
| Año              | Lugar                 | Medalla          | Competición      |
| ---------------- | --------------------- | ---------------- | ---------------- |
| 1956             | Melbourne (Australia) | Medalla de oro   | C2 10 000 m      |
| 1956             | Melbourne (Australia) | Medalla de plata | C2 1000 m        |